# Барака (фільм, 1992)
«Барака» — кінофільм режисера Рона Фріке, що вийшов на екрани в 1992 році.

## Зміст
Незвичайний фільм, який складається зі строкатої мозаїки сюжетів про найрізноманітніші куточки нашої планети. Промислові центри, мальовнича природа, перенаселені мегаполіси — всьому знайдеться місце в цій картині, яка покаже справжній вигляд нашого світу на початку 1990-х.

## Знімальна група
- Режисер — Рон Фріке
- Сценарист — Рон Фріке, Марк Магідсон, Женев'єва Ніколас
- Продюсер — Марк Магідсон, Елтон Валпоул
- Композитор — Майкл Стернс